# King’s Cup (Rugby)

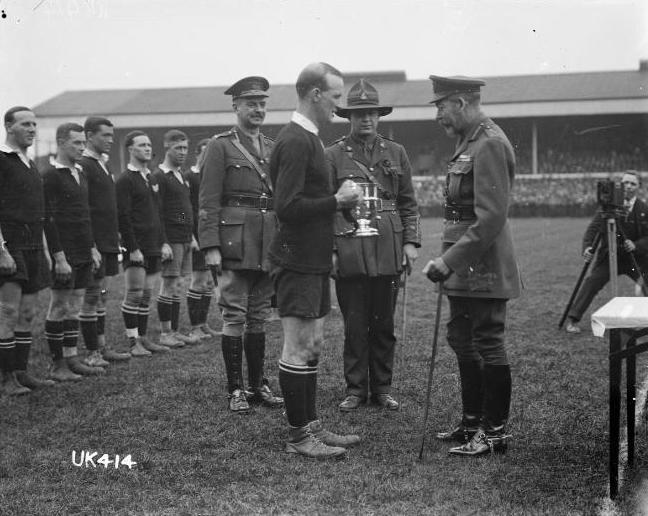
George V. übergibt den King’s Cup an den Kapitän der neuseeländischen Siegerauswahl, James Ryan.

Der King’s Cup ist eine von König George V. gestiftete, im Jahr 1919 durch die Inter-Service and Dominion Forces Rugby Competition ausgespielter Rugby-Union-Pokal, den die Auswahl der neuseeländischen Streitkräfte gewann und der sich seitdem im Besitz des neuseeländischen Rugbyverbandes befindet. Das Turnier war das erste mit Teilnehmern aller bedeutenden Rugbynationen der südlichen und nördlichen Hemisphäre, lediglich Frankreich fehlte. Jedoch war bereits während des Turniers ein Zusammentreffen des Siegers mit Frankreich unmittelbar nach Turnierende vereinbart worden, das Neuseeland ebenfalls gewann.
Der Pokal wurde kurz nach dem Waffenstillstand im November 1918 gestiftet und gehörte zu den zahlreichen Wettbewerben aus Anlass des Sieges der Alliierten im Ersten Weltkrieg. Das Turnier wurde für Auswahlen der verschiedenen britischen Truppengattungen und der Expeditionscorps der Dominions ausgeschrieben; Teilnehmer waren die Royal Air Force, die Dominions Neuseeland, Australien, Südafrikanische Union und Kanada sowie die als Mother Country antretende Auswahl der British Army. Nach einem einfachen Rundenturnier-Durchlauf führten Neuseeland und die Mother-Country-Auswahl mit je einer Niederlage und vier Siegen die Tabelle an, wodurch ein Entscheidungsspiel zwischen beiden Auswahlen notwendig wurde. Neuseeland schlug Mother Country mit 9:3 im Twickenham Stadium.
Die antretenden Teams hatten ein sehr hohes Niveau, das nahe an dem der jeweiligen Nationalmannschaften lag. So waren 18 der 36 Mitglieder des Kaders Neuseelands spätere oder aktuelle All Blacks.